# Camp Branch Township (comté de Warren, Missouri)
Pour l’article homonyme, voir Camp Branch Township (comté de Cass, Missouri).
Camp Branch Township est un township, situé dans le comté de Warren, dans le Missouri, aux États-Unis,.
Le township est fondé en 1833 et baptisé en référence à un cours d'eau situé dans ses frontières.

### Source de la traduction
- (en) Cet article est partiellement ou en totalité issu de l’article de Wikipédia en anglais intitulé « Camp Branch Township, Warren County, Missouri » (voir la liste des auteurs).